# Think for Yourself
«Think for Yourself» es una canción del grupo británico The Beatles escrita en su totalidad por el guitarrista George Harrison. Es parte del álbum Rubber Soul publicado a fines de 1965.
La canción habla sobre las mentiras, siendo una de las primeras composiciones de la banda que no eran una canción de amor, a diferencia de la idea errónea que decía que estaba dedicada a su entonces novia Pattie Boyd. Más tarde, en su libro I Me Mine, Harrison dijo: "No recuerdo a quién había dedicado la canción, pero probablemente fue para el gobierno."
En esta canción Paul McCartney toca por primera vez un bajo con efecto fuzz (Un Tone Bender) usando su nuevo Rickenbacker 4001.
La canción también aparece en el álbum Yellow Submarine Songtrack de 1999.

## Personal
- George Harrison - voz principal y coros, guitarra eléctrica (Gretsch Tenessean y Fender Stratocaster).
- John Lennon - órgano (Vox Continental), guitarra rítmica (Rickenbacker 325c64) y coros.
- Paul McCartney - bajo (Rickenbacker 4001s con efecto Fuzz) y coros.
- Ringo Starr - batería (Ludwig Super Classic) y pandereta.
- George Martin - productor.
- Norman Smith - ingeniero.

Personal por Ian MacDonald.